# Kiều Phong
Kiều Phong (喬峰), sau đổi tên là Tiêu Phong (Chữ Hán: 萧峯) là nhân vật chính trong ba nhân vật tiêu biểu (Kiều Phong, Đoàn Dự, Hư Trúc) của tiểu thuyết kiếm hiệp Thiên Long Bát Bộ do nhà văn Trung Quốc Kim Dung sáng tác. Tiêu Phong là một trong những đại anh hùng xuất chúng nhất trong tiểu thuyết Kim Dung.

## Giới thiệu nhân vật

### Cha mẹ
Cha và mẹ Tiêu Phong là người Khiết Đan. Cha tên Tiêu Viễn Sơn, khi xưa cùng vợ và con nhỏ vào Trung Nguyên để thăm ân sư, nhưng lại bị các cao thủ đứng đầu Trung Nguyên vây đánh ở Nhạn Môn Quan. Sau mới biết do âm mưu khôi phục nước Yên của Mộ Dung Bác mà Tiêu Viễn Sơn đã bị vu oan là vào Trung Nguyên để ăn cắp bí kíp võ công Thiếu Lâm Tự.
Võ công của Tiêu Viễn Sơn thuộc hàng thượng thừa, các cao thủ Trung Nguyên bị đánh chết gần hết. Ngay cả đại ca lãnh đạo của nhóm cao thủ cũng bị đánh trọng thương. Trong lúc giao chiến, người vợ không biết võ công đã bị đánh chết. Quá bi thương, Tiêu Viễn Sơn ôm vợ con nhảy xuống vực tại Nhạn Môn Quan tự vẫn.
Khi đang nhảy xuống, thấy đứa con thơ nay đã tròn một tuổi hóa ra vẫn sống, chưa bị các cao thủ giết hại, Tiêu Viễn Sơn đã quăng con lên trở lại. Đứa con này được trưởng bối đại ca lãnh đạo tha cho không giết, đem giao cho một cặp vợ chồng tiều phu Kiều Tam Hòe nuôi dưỡng. Do đó nên Tiêu Phong còn được gọi là Kiều Phong.

### Bang chủ Cái Bang, mọi người kính nể
Thuở nhỏ có lần đang chơi đùa trong núi, Kiều Phong bị một con sói tấn công. Sư phụ Huyền Khổ của chùa Thiếu Lâm đi ngang cứu giúp, nhận Kiều Phong làm đệ tử và truyền dạy võ công. Sau này Kiều Phong được gia nhập Cái Bang và được bang chủ Uông Kiếm Thông truyền dạy Hàng Long Nhị Thập Bát Chưởng, một trong hai tuyệt học trấn bang. Tất cả những sự việc đó Kiều Phong tưởng là do duyên số nhưng sau này ông biết được do những cố nhân năm xưa ở Nhạn Môn Quan, phần vì muốn chuộc lỗi với cha mẹ ông, phần vì muốn rèn dũa ông nên người nên đã sắp đặt và thử thách ông như vậy.
Nhờ tài năng võ công siêu việt và bản sắc anh hùng hiệp nghĩa, đồng thời hoàn thành xuất sắc nhiều trọng trách được giao, Kiều Phong được kế thừa chức vị Bang Chủ sau khi Uông Kiếm Thông qua đời. Kiều Phong được cả giang hồ kính nể về tài nghệ võ công lẫn nghĩa khí. Câu nói "Bắc Kiều Phong, Nam Mộ Dung" đã thành nổi tiếng không ai không biết trong chốn giang hồ (tên tuổi Kiều Phong được xếp ngang hàng với Mộ Dung Phục, một cao thủ nổi tiếng ở Giang Nam chứ không có ý so với cả họ Mộ Dung. Cái này trong truyện nói quá rõ rồi, các nhân vật khác nhắc đến đều hiểu “Nam Mộ Dung” là Mộ Dung Phục).
Trong một lần tình cờ gặp Đoàn Dự tại quán rượu, do hữu duyên nên cả hai kết thành anh em kết nghĩa. Lúc này Kiều Phong vẫn chưa biết nguồn gốc mình là người Khiết Đan.
Trong yến tiệc chiêu đãi nhậm chức Bang Chủ, Mã phu nhân (vợ của Mã phó bang chủ Cái Bang) là một người đàn bà dâm tà, phải lòng Kiều Phong. Nhưng Kiều Phong lại không ngó ngàng làm Mã phu nhân sinh hận. Người đàn bà này dùng nhan sắc dụ dỗ một số người có chức trong bang và xúi chồng nói ra nguồn gốc Kiều Phong là người Khiết Đan cho thiên hạ biết. Từ đây Kiều Phong mới biết tên của mình chính là Tiêu Phong. Ông bị phế truất ngôi vị bang chủ. Tuy nhiên ông không oán hận một lời.
Người Khiết Đan và người Trung Nguyên đã có thâm thù từ lâu vì Khiết Đan luôn rình rập đánh chiếm Tống Triều. Người Trung Nguyên thường gọi người Khiết Đan là chó Liêu: "cẩu tặc Khiết Đan". Nhưng do được nuôi nấng từ nhỏ ở Trung Nguyên, Kiều Phong một lòng bảo vệ Đại Tống.

### Hàm oan mang thân, không oán người vô tội
Sau đó, xuất hiện một người giấu mặt cải trang thành Tiêu Phong rồi giết chết cha mẹ nuôi, sư phụ cùng những người năm xưa tham gia vào trận đánh ở Nhạn Môn Quan. Mọi người ai cũng đổ hết tội lên đầu Tiêu Phong, và Tiêu Phong từ đây phải chịu tiếng bất trung, bất hiếu, bất nhân, bất nghĩa. Tất cả anh hùng Trung Nguyên đều thù hận và muốn giết chết Tiêu Phong.
Tiêu Phong điều tra, đoán rằng đại ca lãnh đạo năm xưa là người ra tay bịt miệng, liền lên đường đi tìm đại ca lãnh đạo. Trên đường đi gặp khá nhiều cao thủ, nhưng không ai đánh lại và Tiêu Phong luôn tha mạng cho họ.

### Vì cứu người, một thân chống quần hùng
Trong khi điều tra, Tiêu Phong gặp A Châu trong Tàng Kinh Các của Thiếu Lâm Tự. A Châu bị phương trượng chùa Thiếu Lâm đánh trọng thương. Vì lòng hiệp nghĩa, Tiêu Phong muốn cứu sống A Châu.
Tại đại hội anh hùng diễn ra ở Tụ Hiền Trang, tất cả các nhân sĩ võ lâm và các môn phái tập trung lại để bàn ra kế hoạch bắt Tiêu Phong. Biết rằng Tiết Thần Y – người duy nhất có khả năng cứu A Châu – cũng đang tại đại hội này, Tiêu Phong liều mình dẫn A Châu vào đại hội anh hùng để A Châu được cứu, dù biết nguy hiểm.
Tiết Thần Y nhận lời chữa trị cho A Châu, nhưng mối thù giữa quần hùng và Tiêu Phong thì không thể bỏ qua. Trận chiến không thể không xảy ra. Trước khi đánh, Tiêu Phong lấy rượu ra uống xem như tuyệt giao với các bằng hữu trước đây. Trận chiến diễn ra, một mình Tiêu Phong chống quần hùng, Hàng Long Thập Bát Chưởng lại một lần nữa uy trấn thiên hạ, đánh bại tất cả. Mới đầu Tiêu Phong còn giữ lòng nhân nghĩa, không ra tay tuyệt tình, nhưng về sau, dưới áp lực to lớn, Tiêu Phong mất tự chủ, giết hết phân nửa người tham gia đại hội. Tiêu Phong vì xót thương, hối hận, không muốn giết thêm người vô tội, lại kiệt lực thiếu sức, định tự vẫn để tạ tội. Trong lúc đó có một người mặc áo đen nhảy ra cứu Tiêu Phong.

### Giữa hiếu và tình
Sau khi cứu, người áo đen kia bỏ đi, sau này mới biết đó là Tiêu Viễn Sơn - cha ruột của Tiêu Phong. Về phần A Châu sau khi được cứu, nàng trốn thoát ra ngoài, ngày đêm đứng đợi ròng rã ở Nhạn Môn Quan chờ Tiêu Phong đến vì nàng đoán chàng sẽ đến để điều tra lại nguồn gốc và để xem năm xưa cha của Tiêu Phong viết gì trên vách đá trước khi tự vẫn nhưng chữ viết kia đã bị người khác xóa hết. Tiêu Phong đến và gặp A Châu. A Châu cảm mến tính hiệp nghĩa khí phách của Tiêu Phong. Tiêu Phong mến nàng vì luôn có nàng bên cạnh an ủi và chia sẻ hoạn nạn không hề rời chàng.
Sau đó, bị tung tin giả nên Tiêu Phong nghi ngờ Đoàn Chính Thuần – cha của A Châu – là đại ca lãnh đạo. Tiêu Phong hẹn Đoàn Chính Thuần ra quyết đấu. A Châu vì lo nghĩ cho Tiêu Phong sẽ bị Đoàn gia nước Đại Lý người đông thế mạnh, lại sở hữu các tuyệt kỹ uy danh thiên hạ là Nhất dương chỉ và Lục Mạch thần kiếm tìm đến báo thù nếu ông giết Đoàn Chính Thuần, nên đã cải trang thành Đoàn Chính Thuần. Tiêu Phong không biết nên tung chưởng giết chết A Châu. Trước khi chết, A Châu nhờ Tiêu Phong chăm sóc cho A Tử - Muội muội ruột của mình. Tiêu Phong nhận lời và nguyện sau khi trả thù cha mẹ xong sẽ tự vẫn để được nằm lại bên nàng.

### Ân oán đến hồi kết
Sau này Tiêu Phong lưu lạc sang Khiết Đan, được vua Khiết Đan là Gia Luật Hồng Cơ (Liêu Đạo Tông) kết nghĩa anh em. Nhờ giúp vua phá được loạn Sở Vương nên Tiêu Phong được Liêu đế phong chức Sở Vương tức Nam Viện Đại Vương (chuyên Nam chinh đánh Tống). Sau đó, Tiêu Phong trở về Trung Nguyên tìm A Tử là em gái A Châu, trong công cuộc tìm kiếm này ông tình cờ tìm đến Thiếu Lâm Tự trong lúc Cái Bang do ngụy bang chủ Trang Tụ Hiền (Du Thản Chi) khiêu chiến chùa Thiếu Lâm trước sự có mặt của rất nhiều nhân sĩ võ lâm. Tại đây ông kết nghĩa huynh đệ với Hư Trúc.
Cũng trong lần này, chân tướng của sự việc ở Nhạn Môn Quan được hé lộ hoàn toàn. Vị trưởng bối đại ca năm xưa vốn là trụ trì của Thiếu Lâm Tự. Tại đây xuất hiện Mộ Dung Bác (một cao thủ võ lâm đời trước) và Tiêu Viễn Sơn giả trang làm hòa thượng nhằm lén vào Tàng Kinh Các nghiên cứu võ công. Cả hai người đều có mục đích riêng: Mộ Dung Bác chính là kẻ đưa tin giả gây ra vụ Nhạn Môn Quan năm xưa, hắn giả chết để trốn tránh tội lỗi và đánh cắp bí lục võ công của Thiếu Lâm Tự để thực hiện âm mưu phản quốc, khôi phục lại nước Đại Yên. Còn Tiêu Viễn Sơn nghiên cứu võ học để trả thù những kẻ thủ ác năm xưa, chính ông là kẻ giết người bí ẩn khiến cho Tiêu Phong phải chịu bao tai tiếng.
Cuối cùng ân oán được hòa giải bởi một vị cao tăng vô danh chuyên làm tạp dịch trong Tàng Kinh Các. Tiêu Viễn Sơn và Mộ Dung Bác đều xuất gia đầu phật.

### Một thân đánh đổi muôn dân
Tiêu Phong trở lại Khiết Đan mới biết nhà vua định xâm lược Nam triều Đại Tống. Tiêu Phong được vua phong chức Bình Nam đại nguyên soái cầm đầu quân lính tấn công Nam triều. Tiêu Phong ra sức can ngăn vì không muốn thấy cảnh thường dân vô tội bị tàn sát, ông bị nhà vua bắt nhốt. Nghĩa đệ Hư Trúc Tử (mới đổi tên sau này, Hư Trúc là pháp danh của Phật gia, đổi thành Hư Trúc Tử - pháp danh của Đạo gia) và Đoàn Dự cùng nhân sĩ võ lâm đi giải cứu. Anh em Cái Bang muốn Tiêu Phong nhận lại ngôi vị bang chủ và lãnh đạo nhưng Tiêu Phong không nhận.
Sau đó tất cả chạy đến Nhạn Môn Quan. Quân Khiết Đan do nhà vua lãnh đạo lúc này cũng đã tràn đến Nhạn Môn Quan chuẩn bị đánh vào Đại Tống. Do viên tướng canh cửa Nhạn Môn Quan của nhà Tống sợ hãi trách nhiệm, hèn nhát, nên không chịu mở cửa quan cho quần hùng Trung Nguyên rút chạy. Quân của Đoàn Dự (giờ đã là vua nước Đại Lý), phối hợp cùng quân của Hư Trúc (giờ là chủ nhân Linh Thứu Cung, chủ nhân 72 động 36 đảo, phò mã của Tây Hạ), cùng tất cả các anh hùng Trung Nguyên như Cái Bang, Thiếu Lâm… một lòng chống quân xâm lược đứng chờ sẵn tại Nhạn Môn Quan.
Tiêu Phong, Hư Trúc và Đoàn Dự xông vào trận bắt được vua Khiết Đan. Vì tránh để sinh linh đồ sát, thường dân vô tội bị chết oan, Tiêu Phong yêu cầu sẽ thả Gia Luật Hồng Cơ, nếu ông hứa không được đánh Tống nữa. Sau đó vua Khiết Đan rút quân và hứa nếu ông còn sống thì quân Khiết Đan sẽ không bao giờ đánh Tống. Lúc này, Tiêu Phong là một người Khiết Đan lại đi phản lại vua Khiết Đan, với phía Tống triều chàng lại là một Liêu cẩu, ngay cả chỗ dựa cuối cùng là A Châu cũng đã rời xa chàng từ lâu. Trời đất bao la nhưng không có chỗ nương thân cho Tiêu Phong, không còn cách nào khác, chàng đành phải lấy cái chết để tạ tội với tổ tông và để chứng minh rằng mình hoàn toàn trong sạch, bẻ đôi mũi tên, Tiêu Phong tự đâm vào lồng ngực mình tự sát. A Tử - em của A Châu - móc cặp mắt trả lại cho Du Thản Chi - kẻ si tình bậc nhất trong Thiên Long Bát Bộ, rồi ôm Tiêu Phong nhảy xuống bờ vực Nhạn Môn Quan.

## Đánh giá nhân vật
Cái chết của Tiêu Phong thể hiện khát vọng thái bình cho bách tính và đập tan bạo tàn, chiến tranh. Đó là cái chết của một anh hùng, vì sơn hà xã tắc, vì hiệp nghĩa mà hi sinh. Tiêu Phong là hình tượng anh hùng đẹp nhất và cũng là hình tượng bi kịch nhất trong tất cả các truyện của Kim Dung. Tiêu Phong đã trở thành một nhân vật kinh điển nhất trong giới võ thuật truyện kể. Nhà thơ, dịch giả Nguyễn Tôn Nhan cảm khái Tiêu Phong:
"Hán Liêu nào biết về đâu?
Ngậm ngùi tiếng hát A Châu thuở nào
Rượu chìm trong cõi chiêm bao"

### Trong lịch sử
Theo Liêu sử, Tiêu Phong (1030-1065) là đại thần nhà Liêu, người Khiết Đan. Khi hoàng đế Liêu Đạo Tông (Gia Luật Hồng Cơ) lên ngôi, Tiêu Phong được phong Văn ban Thái bảo, rồi Đồng tri Khu mật viện sự. Năm 1048, ông tham gia đánh dẹp bộ tộc Trở Bốc, năm sau phá được bộ tộc Địch Liệt. Sau đó, ông phát hiện và mật tấu âm mưu tạo phản của cha con Gia Luật Trùng Nguyên – thân tộc của vua.
Khi Trùng Nguyên dấy binh làm phản, Tiêu Phong tham gia khởi binh dẹp loạn, đuổi Trùng Nguyên về vùng sa mạc phía Bắc rồi bức phải tự sát.
Nhờ lập được đại công nên Tiêu Phong được phong làm Nam Viện đại vương. Năm 1065, Tiêu Phong bị bệnh chết, được vua Liêu Đạo Tông truy phong là Liêu Tây quận vương.

## Trong phim ảnh
Vai diễn Tiêu Phong đã được nhiều diễn viên thể hiện trong các bộ phim truyền hình: Lương Gia Nhân (1982), Huệ Thiên Tứ (1991), Huỳnh Nhật Hoa (1997), Hồ Quân (2003), Chung Hán Lương (2013) và Dương Hữu Ninh (2019). Chân Tử Đan thể hiện vai diễn này trong bản phim điện ảnh vào năm 2023.